# Întoarcerea lui Jedi
Întoarcerea lui Jedi (cunoscut ulterior și ca Războiul stelelor - Episodul VI: Întoarcerea lui Jedi) este un film american științifico-fantastic de epopee spațială din 1983 regizat de Richard Marquand și scris de George Lucas și Lawrence Kasdan. Este al III-lea film lansat în seria Războiul stelelor și al VI-lea în ordinea cronologică a seriei de filme Războiul stelelor. Este și filmul care folosește pentru prima oară tehnologia THX.
Filmul are acțiunea plasată la scurt timp după cea din Imperiul contraatacă . Luke Skywalker și membrii  Alianței rebelilor călătoresc pe planeta Tatooine pentru a-l salva pe prietenul lor Han Solo din mâinile lui Jabba. Între timp Imperiul Galactic plănuiește să distrugă Alianța rebelilor cu o a doua Stea a Morții în timp ce flota rebelilor se pregătește să lanseze un atac masiv asupra acestei noi stații spațiale. Luke îl înfruntă pe tatăl său, Darth Vader, într-un duel crucial înaintea maleficului Imperator Palpatine.

## Prezentare
La un an după capturarea lui Han Solo, C-3PO și R2-D2 sunt trimiși la palatul lordului crimei Jabba the hutt de pe Tatooine pentru un târg comercial încheiat de Luke Skywalker pentru a-l salva pe Han, care este încă înghețat în carbonită. Deghizată în vânătorul de recompense Boushh, Prințesa Leia se infiltrează în palat sub pretenția de a colecta recompensă pe Chewbacca și îl dezgheață pe Han, dar este prinsă și înrobită. Luke sosește curând pentru a se târgui pentru eliberarea prietenilor săi, dar Jabba îl aruncă printr-o trapă pentru a fi mâncat de o Rancor. După ce Luke îl ucide, Jabba îi condamnă pe el, Han și Chewbacca la moarte, pentru a ajunge în stomacul lui Sarlacc, o fiară mortală îngropată în deșert care își digeră prada pe parcursul unui mileniu. După ce și-a ascuns noua sabie laser în interiorul lui R2-D2, Luke se eliberează pe sine și pe prietenii săi, iar aceștia se luptă cu oamenii lui Jabba la bordul navei (sail barge) lui Jabba. În timpul haosului, Boba Fett cade în Sarlacc după ce Han i-a deteriorat din greșeală arma, iar Leia îl sugrumă pe Jabba cu lanțurile ei. Grupul distruge nava lui Jabba și evadează.
În timp ce ceilalți se alătură Alianței Rebele, Luke se întoarce pe Dagobah pentru a-și finaliza antrenamentul Jedi cu Yoda, dar descoperă că acesta este pe moarte. Yoda confirmă că Darth Vader, cândva cavalerul Jedi Anakin Skywalker, este tatăl lui Luke și dezvăluie că există un alt Skywalker, înainte de a dispărea și de a deveni una cu Forța. Spiritul Forței lui Obi-Wan Kenobi îi spune apoi lui Luke că Leia este sora lui geamănă și că trebuie să se confrunte din nou cu Vader pentru a-și termina antrenamentul și a învinge Imperiul.
Alianța află că Imperiul a construit o a doua Steaua Morții sub supravegherea Împăratului. Deoarece stația este protejată de un scut de energie, Han conduce o echipă de atac care îi include pe Luke, Leia și Chewbacca pentru a distruge generatorul de scuturi de pe luna pădure Endor; acest lucru va permite Flotei Rebele să distrugă Steaua Morții. Echipa folosește o navetă imperială furată pentru a ajunge nedetectată și întâlnește un trib de Ewok, câștigându-i încrederea după un conflict inițial. Mai târziu, Luke îi spune Leiei că ea este sora lui, Vader este tatăl lor și că trebuie să-l confrunte. Predându-se trupelor imperiale, el este adus în fața lui Vader dar nu reușește să-l convingă să respingă partea întunecată a Forței.
Vader îl duce apoi pe Luke să-l întâlnească pe Împărat, care intenționează să-l transforme cu partea întunecată a Forței și dezvăluie că prietenii săi și Flota Rebelă au picat într-o capcană. Pe Endor, echipa lui Han este capturată de forțele imperiale, dar un contraatac al tribului Ewok permite rebelilor să se infiltreze lângă generatorul de scuturi. Între timp, Lando Calrissian de pe Millennium Falcon și amiralul Ackbar conduc asaltul rebel asupra celei de-a doua Stele Morții, descoperind scutul său încă activ și că flota imperială îi așteaptă.
Împăratul îi dezvăluie lui Luke că Steaua Morții este pe deplin operațională și ordonă tragerea cu superlaserul său, distrugând o navă rebelă. Îl ispitește pe Luke să cedeze mâniei sale. Luke încearcă să-l atace, dar Vader intervine și cei doi se angajează într-un duel cu sabia laser. Vader simte că Luke are o soră și amenință că o va întoarce pe ea în partea întunecată dacă nu o va face el. Furios, Luke îl învinge pe Vader, rănindu-și mâna protetică în acest timp. Împăratul îl roagă pe Luke să-l omoare pe Vader și să-i ia locul, dar Luke refuză. Furios, Împăratul îl torturează pe Luke cu fulgere de Forță. Nedorind să-și lase fiul să moară, Vader îl trădează pe Împărat și îl aruncă într-un tunel al reactorului unde moare, dar este electrocutat mortal în acest proces. Ca ultimă dorință a tatălui său, Luke îi scoate masca lui Vader și acesta moare liniștit în brațele lui Luke.
După ce echipa de atac distruge generatorul de scuturi, Lando conduce luptătorii rebeli în miezul Stelei Morții. În timp ce flota rebelă distruge nava de comandă imperială, Lando și pilotul de luptă X-wing Wedge Antilles distrug reactorul principal al Stelei Morții și fug la timp înainte ca stația să explodeze. Între timp, Luke evadează cu o navetă. Pe Endor, Leia îi dezvăluie lui Han că Luke este fratele ei. Luke arde armura goală a lui Vader pe un rug și se reunește cu prietenii săi. În timp ce Rebelii își sărbătoresc victoria, Luke privește vesel la spiritele Forței ale lui Obi-Wan, Yoda și răscumpăratul Anakin Skywalker.

## Distribuție
- Mark Hamill - Luke Skywalker, unul dintre ultimii cavaleri Jedi în viață, este antrenat de Obi-Wan Kenobi și Yoda; este fratele geamăn al Leiei, prietenul lui Han și fiul lui Darth Vader, este, de asemenea, un pilot priceput de avioane de luptă X-wing ale rebeliunii.
- Harrison Ford - Han Solo
- Carrie Fisher - Leia Organa
- Billy Dee Williams - Lando Calrissian
- Anthony Daniels - C-3PO
- Peter Mayhew - Chewbacca
- Kenny Baker - R2-D2 și Paploo
- Ian McDiarmid - The Emperor
- Frank Oz - Yoda
- David Prowse - Darth Vader
  - James Earl Jones - vocea lui Darth Vader
  - Sebastian Shaw - Anakin Skywalker (Shaw îl interpretează atât pe Anakin fără mască, cât și pe spiritul personajului, văzut la sfârșitul filmului cu Yoda și Obi-Wan; Hayden Christensen, care l-a portretizat pe Anakin în trilogia prequel, îl înlocuiește pe Shaw ca spirit în lansarea din 2004 a filmului și mai departe.)
- Alec Guinness - Obi-Wan Kenobi, mentorul Jedi decedat al lui Luke și al tatălui său înaintea lui, care continuă să-l ghideze ca spirit pe Luke în călătoria sa de antrenament

## Legături externe
- Star Wars Episode VI: Return of the Jedi at StarWars.com
- Star Wars Episode VI: Return of the Jedi la Internet Movie Database
- Star Wars Episode VI: Return of the Jedi la Allmovie
- Star Wars Episode VI: Return of the Jedi la Rotten Tomatoes
- Star Wars Episode VI: Return of the Jedi la Box Office Mojo
- Star Wars Episode VI: Return of the Jedi la Wookieepedia: un wiki Războiul stelelor
- Star Wars Episode VI: Return of the Jedi at The World of Star Wars
- Star Wars Episode VI: Return of the Jedi at SiskelandEbert.org

| Premii și realizări                    | Premii și realizări                                               | Premii și realizări      |
| -------------------------------------- | ----------------------------------------------------------------- | ------------------------ |
| Predecesor: E.T. the Extra-Terrestrial | Premiul Saturn pentru cel mai bun film științifico-fantastic 1983 | Succesor: The Terminator |